# Alej Lindsey Stirling
Alej Lindsey Stirling je malý městský park v Hradci nad Moravicí v okrese Opava v Moravskoslezském kraji umístěný v prostorách ulic Opavská, Nádražní a Slezská. Je pojmenovaný na počest americké houslistky Lindsey Stirling, nacházející se nedaleko místního vlakového nádraží. Geograficky také patří do pohoří Vítkovská vrchovina s Horního Slezska.

## Historie
Park vyrostl v prostorách současného bezejmenného místního parku v okolí slepé koleje vedoucí od vlakového nádraží. Vysázen byl Oficiálním fanklubem Lindsey Stirling pro Českou republiku a Slovensko 21. října 2017, a to za pomoci organizace Sázíme stromy, z.ú. Sázení se účastnil i starosta Hradce nad Moravicí Josef Vícha. Alej byla vysázena za finanční podpory fanoušků Lindsey Stirling. 

## Popis
Součástí aleje je deset stromů. Každý z nich nese jméno někoho z blízkého okolí Lindsey Stirling. Jednotlivé stromky jsou označeny cedulkami s informacemi o té osobě, které je stromek věnován. Celá alej je pak dvakrát označena hlavní cedulí, které obsahují základní informace o celém parku jako takovém.

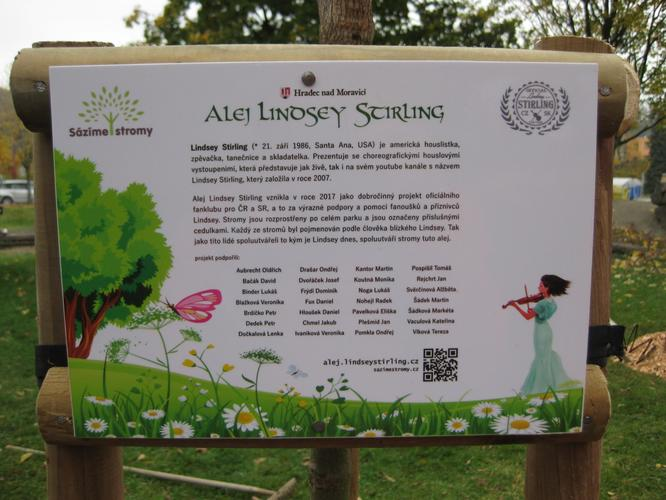
Alej Lindsey Stirling - cedule

Z deseti stromů jde v pěti případech o borovici černou, ve třech případech o jírovec pleťový a těchto osm stromů doplňují po jednom buk lesní a střemcha obecná. Jednotlivé stromy jsou pojmenovány podle následujících osob:
- Jason Gaviati (1980-2015), hudebník, klávesista, skladatel, člen kapely Lindsey Stirling a její blízký přítel (buk lesní), strom se nachází mezi slepou kolejí a ulicí Nádražní
- Stephen J. Stirling (1953-2017), spisovatel, pedagog, její otec (jírovec pleťový), strom se nachází mezi slepou kolejí a ulicí Opavská
- Diane Stirling (1956), její matka (jírovec pleťový), strom se nachází mezi slepou kolejí a ulicí Opavská
- Jennifer Stirling (1984), její sestra (jírovec pleťový), strom se nachází mezi slepou kolejí a ulicí Opavská
- Devin Graham (1983), kameraman, producent, podílel se na tvorbě prvních videoklipů Lindsey Stirling (borovice černá), strom se nachází mezi slepou kolejí a křižovatkou ulic Nádražní – Pod Hanuší – Slezská
- McKay Stevens (1979), zpěvák, hudebník, producent, člen kapely The Vibrant Sound, se kterou Lindsey vystupovala (borovice černá), strom se nachází mezi slepou kolejí a křižovatkou ulic Nádražní – Pod Hanuší – Slezská
- Marko G (1978), producent, hudebník, DJ, autor hudebního podkresu většiny skladeb z prvního alba Lindsey Stirling (borovice černá), strom se nachází mezi slepou kolejí a křižovatkou ulic Nádražní – Pod Hanuší – Slezská
- Peter Hollens (1982), zpěvák, hudebník, s Lindsey spolupracoval na několika skladbách (borovice černá), strom se nachází mezi slepou kolejí a křižovatkou ulic Nádražní – Pod Hanuší – Slezská
- Luna Latte, pes Lindsey, plemeno čivava (borovice černá), strom se nachází mezi slepou kolejí a křižovatkou ulic Nádražní – Pod Hanuší – Slezská
- Phelba, Lindseyino alter-ego, "fanoušek č.1" (střemcha obecná), strom se nachází na samém začátku celého parku, na rohu ulice Opavská a odbočky směrem k ulici Slezská (v blízkosti Pivnice na Staré poště)